# Mesostenus alvarengae
Mesostenus alvarengae är en stekelart som beskrevs av Porter 1973. Mesostenus alvarengae ingår i släktet Mesostenus och familjen brokparasitsteklar. Inga underarter finns listade i Catalogue of Life.